# لويس فرنسيس باينغتون
لويس فرنسيس باينغتون هو محامي وسياسي أمريكي، ولد في 24 مايو 1868، وتوفي في 7 مايو 1943. انتخب عضو جمعية ولاية كاليفورنيا ‏.